# Hvannasund
Hvannasund is een dorp dat behoort tot de gemeente Hvannasunds kommuna in het zuidwesten van het eiland Viðoy op de Faeröer. Hvannasund heeft 270 inwoners. De postcode is FO 740. Hvannasund ligt tegenover het dorp Norðdepil op het eiland Borðoy waarmee het met een dam verbonden is.